# Еникеев, Ахмет Сафиуллович
Ахмет Сафиуллович Еникеев (1903—1989) — советский башкирский общественный и государственный деятель, руководитель и организатор сельского хозяйства республики, был автором ряда работ.

## Биография
Родился 3 апреля 1903 года в деревне Нижние Каргалы Российской империи, ныне Благоварского района Башкортостана в семье Сафиуллы Асадулловича и Мадины Мухаметгареевны, которые вырастили восемь детей.
В 1926 году Белебеевский педагогический техникум и был направлен заведующим в Тукаевскую школу Белебеевского кантона Башкирской АССР. В 1930 году поступил в только что созданный Башкирский сельскохозяйственный институт (ныне Башкирский государственный аграрный университет), который окончил в 1933 году его первым выпуском. Работал главным зоотехником, затем начальником Управления коневодства и животноводства Наркомзема Башкирской АССР. Принимал участие в Великой Отечественной войне в составе 69-го отдельного батальона химзащиты 3-го Белорусского фронта. Окончил войну в звании старшего лейтенанта.
После окончания войны Ахмет Сафиуллович работал в Министерстве сельского хозяйства Башкирской АССР, был заместителем министра по животноводству.
Умер в 1989 году.

### Семья
С 1934 года был женат на Ханифе Сафиуловне Терегуловой (1909—1989) — педагог, работала в системе дошкольного образования. Вместе вырастили четверых детей: Клим (род. 1936, инженер-электронщик), Дамир (род. 1939, врач, доктор медицинских наук, профессор), Клара (род. 1941, педагог) и Светлана (род. 1946, доктор медицинских наук, профессор, заслуженный врач Республики Башкортостан). Своему сыну Дамиру Ахмет Сафиуллович Еникеев посвятил книгу «Жизненный путь», где он рассказал о детях, близких и некоторых каргалинцах из рода мурз Еникеевых.

## Награды
- В числе военных наград Ахмета Сафиулловича — ордена Красной Звезды и Отечественной войны II степени, а также медали, среди которых «За взятие Кенигсберга», «За победу над Германией в Великой Отечественной войне 1941—1945 гг.», юбилейные медали.[1]
- За свою трудовую деятельность он был награждён двумя орденами «Знак Почета», медалями «За освоение целинных земель», «За трудовую доблесть», серебряными и бронзовыми медалями ВДНХ, почетным знаком «Отличник сельского хозяйства СССР», многими почетными дипломами и грамотами. Лауреат премии Совета Министров Башкирской АССР.[1]